# FaceNet
FејсNet je sistem za prepoznavanje lica koji su razvili Florian Šrof, Dmitri Kaleničenko i Džejms Filbina, grupa istraživača povezanih sa Guglom. Sistem je prvi put predstavljen na IEEE konferenciji o kompjuterskom vidu i prepoznavanju paterna 2015. godine. Sistem koristi duboku konvolucionu neuronsku mrežu da nauči mapiranje (koji se naziva i ugrađivanje) iz skupa slika lica u 128-dimenzionalni euklidski prostor i procenjuje sličnost između lica na osnovu kvadrata euklidske udaljenosti između slika. odgovarajući normalizovani vektori u 128-dimenzionalnom euklidskom prostoru. Sistem koristi funkciju trostrukog gubitka kao svoju funkciju troškova i uveo je novi metod rudarenja tripleta na mreži. Sistem je postigao tačnost od 99,63%, što je do sada najviši rezultat u skupu podataka označenih lica na slobodno.

## Literatura
- Rajesh Gopakumar; Karunagar A; Kotegar, M.; Vishal Anand (септембар 2023). "A Quantitative Study on the FaceNet System": in Proceedings of ICACCP 2023. Singapore: Springer Nature. стр. 211—222. ISBN 9789819942848.
- Ivan William; De Rosal Ignatius Moses Setiadi; Eko Hari Rachmawanto; Heru Agus Santoso; Christy Atika Sari (2019). "Face Recognition using FaceNet (Survey, Performance Test, and Comparison)" in Proceedings of Fourth International Conference on Informatics and Computing. IEEE Xplore. doi:10.1109/ICIC47613.2019.8985786. Приступљено 6. 10. 2023.
- For a discussion on the vulnerabilities of  Facenet-based face recognition algorithms in applications to the Deepfake videos: Pavel Korshunov; Sébastien Marcel (2022). "The Threat of Deepfakes to Computer and Human Visions" in: Handbook of Digital Face Manipulation and Detection From DeepFakes to Morphing Attacks (PDF). Springer. стр. 97—114. ISBN 978-3-030-87664-7. Приступљено 5. 10. 2023.
- For a discussion on applying FaceNet for verifying faces in Android: Vasco Correia Veloso (јануар 2022). Hands-On Artificial Intelligence for Android. BPB Publications. ISBN 9789355510242. Amazon